# 飯田市立飯田東中学校
飯田市立飯田東中学校（いいだしりついいだひがしちゅうがっこう）は、長野県飯田市にある公立中学校。1940年（昭和15年）に設立。略称「東中（ひがしちゅう）」。
飯田市のシンボルの1つであるりんご並木は、この中学校の生徒の手で作られた。

## 沿革
- 1940年（昭和15年）12月1日 -　学校設立
- 1953年（昭和28年）11月8日 -　りんご並木完成
- 1974年（昭和49年）10月17日 -　火災により校舎の一部を焼失

## グラウンド
東中学校のグラウンドは粘質土だったため設立当初から大変水はけが悪く、小雨でもグラウンドは使用不可能に陥り、大雨が降ると数日間は使用できないような状態だった。そのため、1995年に大規模な土の入れ替え工事が行われ、水はけの悪さは解消された。